# São Marçal
São Marçal (die portugiesische Bezeichnung für den Heiligen Martial von Limoges) ist ein Vorort der Hauptstadt São Tomé im Distrikt Água Grande auf der Insel São Tomé im Inselstaat São Tomé und Príncipe. 2012 wurden 2,866 Einwohner gezählt.

## Geographie
Der Ort liegt an der Nordküste von São Tomé kaum zwei Kilometer südlich der Hauptstadt, und einen Kilometer nördlich von Pantufo.